# Phlomis tomentosa
Phlomis tomentosa là một loài thực vật có hoa trong họ Hoa môi. Loài này được Regel miêu tả khoa học đầu tiên năm 1882.